# Scincella assatus
Scincella assatus là một loài thằn lằn trong họ Scincidae. Loài này được Cope mô tả khoa học lần đầu tiên vào năm 1864.